# Luigi I Gonzaga di Palazzolo

Stemma dei Gonzaga, 1433

Luigi Gonzaga (... – Borgo Virgilio, 1549) è stato un militare e letterato italiano.

## Biografia
Era figlio di Giampietro Gonzaga, dei "Nobili Gonzaga".
Fu uomo d'armi al servizio di Massimiliano Sforza, venendo da questo nominato senatore nel 1513. Fu in seguito alla corte dei Gonzaga di Mantova, divenendo consigliere del marchese Francesco II Gonzaga. Nel 1530 fu diretto testimone dell'incoronazione di Carlo V Imperatore del Sacro Romano Impero nella Basilica di San Petronio a Bologna. Si ritirò a Borgoforte, dove coltivò la sua passione letteraria. Qui morì nel 1549.

## Discendenza
Luigi sposò nel 1502 in prime nozze Agnese Stanga Torelli, dalla quale ebbe quattro figli:
- Zenoria (?-1554)
- Giampietro
- Camillo
- Curzio (1530-1599), primo marchese di Palazzolo

Sposò in seconde nozze nel 1527 Elisabetta Lampugnani di Milano dalla quale ebbe due figli:
- Silvio (?-1579)
- Claudio (?-1586), religioso

Ebbe anche un figlio naturale, Corrado.